# DZihan & Kamien
dZihan & Kamien ist ein Wiener Musikproduzentenduo, bestehend aus Vlado Dzihan und Mario Kamien, das sich dem Downbeat, Nu Jazz und ähnlichen Musikstilen widmet.
Bekannt wurden sie 1996 durch ihre Single Der Bauch, die europaweit ein Clubhit wurde und auf mehreren Compilations erschien. Seitdem haben sie mehrere Alben sowie zahlreiche Singles und Remixe veröffentlicht.
Die beiden besitzen ein eigenes Plattenlabel, Couch Records.

## Diskografie (Auszug)
- Freaks & Icons (Album, 2000)
- Refreaked (Album, 2001)
- Gran Riserva (Album, 2002)
- Live in Vienna (Album, 2003)
- Fakes (Album, 2005)
- Music Matters (Album, 2009)
- Lost & Found (Album, 2010)